# Afghanoptera
Afghanoptera is een geslacht van rechtvleugeligen uit de familie sabelsprinkhanen (Tettigoniidae). De wetenschappelijke naam van dit geslacht is voor het eerst geldig gepubliceerd in 1952 door Ramme.

## Soorten
Het geslacht Afghanoptera  is monotypisch en omvat slechts de volgende soort:
- Afghanoptera adusta (Ramme, 1952)